# Локвуд (Монтана)
Локвуд (англ. Lockwood) — переписна місцевість (CDP) в США, в окрузі Єллоустоун штату Монтана. Населення — 7195 осіб (2020).

## Географія
Локвуд розташований за координатами 45°49′56″ пн. ш. 108°23′40″ зх. д. / 45.83222° пн. ш. 108.39444° зх. д. (45.832114, -108.394512).  За даними Бюро перепису населення США в 2010 році переписна місцевість мала площу 34,68 км², з яких 33,40 км² — суходіл та 1,28 км² — водойми.

## Демографія
Згідно з переписом 2010 року, у переписній місцевості мешкало 6797 осіб у 2566 домогосподарствах у складі 1788 родин. Густота населення становила 196 осіб/км².  Було 2651 помешкання (76/км²).
Расовий склад населення:
| - 89,5 % — білих - 4,9 % — корінних американців - 0,4 % — чорних або афроамериканців - 0,1 % — азіатів - 1,4 % — осіб інших рас |

До двох чи більше рас належало 3,7 %. Частка іспаномовних становила 6,0 % від усіх жителів.
За віковим діапазоном населення розподілялося таким чином: 28,5 % — особи молодші 18 років, 62,4 % — особи у віці 18—64 років, 9,1 % — особи у віці 65 років та старші. Медіана віку мешканця становила 35,8 року. На 100 осіб жіночої статі у переписній місцевості припадало 104,1 чоловіків;  на 100 жінок у віці від 18 років та старших — 101,9 чоловіків також старших 18 років.
Середній дохід на одне домашнє господарство  становив 70 498 доларів США (медіана — 53 085), а середній дохід на одну сім'ю — 75 025 доларів (медіана — 56 769). Медіана доходів становила 48 796 доларів для чоловіків та 30 023 долари для жінок. За межею бідності перебувало 9,1 % осіб, у тому числі 12,4 % дітей у віці до 18 років та 5,7 % осіб у віці 65 років та старших.
Цивільне працевлаштоване населення становило 4060 осіб. Основні галузі зайнятості: освіта, охорона здоров'я та соціальна допомога — 17,5 %, роздрібна торгівля — 16,2 %, мистецтво, розваги та відпочинок — 12,0 %, будівництво — 11,6 %.